# 斯托克斯定理
斯托克斯定理（英文：Stokes' theorem），也被称作广义斯托克斯定理、斯托克斯–嘉当定理（Stokes–Cartan theorem）、旋度定理（Curl Theorem）、开尔文-斯托克斯定理（Kelvin-Stokes theorem），是微分几何中关于微分形式的积分的定理，因為維數跟空間的不同而有不同的表現形式，它的一般形式包含了向量分析的几个定理，以乔治·加布里埃尔·斯托克斯爵士命名。

## ℝ³ 上的斯托克斯公式

### 旋度定理

对开尔文-斯托克斯定理的诠释，面S，它的边界∂S，和法线向量。

旋度定理可以用來計算穿過具有邊界的曲面，例如，任何右邊的曲面；旋度定理不可以用來計算穿過閉曲面的通量，例如，任何左邊的曲面。在這圖內，曲面以藍色顯示，邊界以紅色顯示。

设{\displaystyle S}是分片光滑的有向曲面，{\displaystyle S}的边界为有向闭曲线{\displaystyle \varGamma }，即{\displaystyle \varGamma =\partial S}，且{\displaystyle \varGamma }的正向与{\displaystyle S}的侧符合右手规则：
函数{\displaystyle P(x,y,z)}、{\displaystyle Q(x,y,z)}、{\displaystyle R(x,y,z)}都是定义在“曲面{\displaystyle S}连同其边界{\displaystyle \varGamma }”上且都具有一阶连续偏导数的函数，则有：
{\displaystyle \iint _{S}\left({\frac {\partial R}{\partial y}}-{\frac {\partial Q}{\partial z}}\right)\mathrm {d} y\mathrm {d} z+\left({\frac {\partial P}{\partial z}}-{\frac {\partial R}{\partial x}}\right)\mathrm {d} z\mathrm {d} x+\left({\frac {\partial Q}{\partial x}}-{\frac {\partial P}{\partial y}}\right)\mathrm {d} x\mathrm {d} y}
{\displaystyle =\oint _{\varGamma }P\mathrm {d} x+Q\mathrm {d} y+R\mathrm {d} z}
引进符号行列式，这个公式也可以写成以下形式：
{\displaystyle \iint _{S}{\begin{vmatrix}\cos \alpha &\cos \beta &\cos \gamma \\{\frac {\partial }{\partial x}}&{\frac {\partial }{\partial y}}&{\frac {\partial }{\partial z}}\\P&Q&R\end{vmatrix}}\mathrm {d} S=\oint _{\Gamma }P\mathrm {d} x+Q\mathrm {d} y+R\mathrm {d} z}
这个公式叫做 ℝ³ 上的斯托克斯公式或开尔文－斯托克斯定理、旋度定理。這和函數的旋度有關，用梯度算符可寫成：
{\displaystyle \iint _{S}\nabla \times \mathbf {F} \cdot \mathrm {d} \mathbf {S} =\oint _{\partial S}\mathbf {F} \cdot \mathrm {d} \mathbf {r} }
它将ℝ³ 空间上“向量场的旋度的曲面积分”跟“向量场在曲面边界上的线积分”之间建立联系，这是一般的斯托克斯公式（在 n=2 时）的特例，我们只需用ℝ³ 空间上的內積把向量场看作等价的1-形式。该定理的第一个已知的书面形式由威廉·汤姆森（开尔文勋爵）给出，出现在他给斯托克斯的信中。

### 散度定理
类似的，高斯散度定理
{\displaystyle \int _{V}\nabla \cdot \mathbf {F} \;\mathrm {d} V=\int _{\partial V}\mathbf {F} \cdot \mathrm {d} \mathbf {S} }
也是广义斯托克斯定理的一个特例，如果我们把右邊的 {\displaystyle \mathbf {F} \cdot \mathrm {d} \mathbf {S} } 看成是等价的(n-1)-形式，可以通过和体积形式的内积实现。
微积分基本定理和格林定理也是一般性斯托克斯定理的特例。使用微分形式的一般化斯托克斯定理当然比其特例更强，虽然后者更直观而且经常被使用它的科学工作者或工程师认为更方便。

## 流形上的斯托克斯公式
令 M 为一个可定向分段光滑 n 维流形，令 ω 为 M 上的 n−1 阶 C1 类紧支撑微分形式。如果 ∂M 表示 M 的边界，并以 M 的方向诱导的方向为边界的方向，则
{\displaystyle \int _{M}\mathrm {d} \omega =\int _{\partial M}\omega (=\oint _{\partial M}\omega ).\!\,}
这里 dω 是 ω 的外微分, 只用流形的结构定义。这个公式被称为广义斯托克斯公式（generalized Stokes' formula），它被认为是微积分基本定理、格林公式、高－奥公式、ℝ³ 上的斯托克斯公式的推广；后者实际上是前者的简单推论。
该定理经常用于 M 是嵌入到某个定义了 ω 的更大的流形中的子流形的情形。
定理可以简单的推广到分段光滑的子流形的线性组合上。斯托克斯定理表明相差一个恰当形式的闭形式在相差一个边界的链上的积分相同。这就是同调群和德拉姆上同调可以配对的基础。

## 应用
斯托克斯公式可以在对坐标的曲线积分和对面积的面积积分之间相互转换，该公式是格林公式在三维空间的推广，后者表达了平面闭区域上的二重积分与其边界曲线上的曲线积分之间的关系，前者则把曲面上的曲面积与沿着的边界曲线的曲线积分联系起来。

## 延伸阅读
- The General Stokes' Theorem.Pitman Advanced Pub. Program.1983.
- Katz, Victor J. . Mathematics Magazine. May 1979, 52 (3): 146–156. JSTOR 2690275. doi:10.2307/2690275.
- Loomis, Lynn Harold; Sternberg, Shlomo. . Hackensack, New Jersey: World Scientific. 2014.
- Madsen, Ib; Tornehave, Jørgen. . Cambridge, UK: Cambridge University Press. 1997.
- Marsden, Jerrold E.; Anthony, Tromba.  5th. W. H. Freeman. 2003.
- Lee, John. . Springer-Verlag. 2003.
- Rudin, Walter. . New York, NY: McGraw–Hill. 1976.
- Spivak, Michael. . San Francisco: Benjamin Cummings. 1965.
- Stewart, James. . Cengage Learning. 2009: 960–967  [2020-05-10]. （原始内容存档于2020-12-19）.
- Stewart, James.  5th. Brooks/Cole. 2003.
- Tu, Loring W.  2nd. New York: Springer. 2011.